# Scopelopus
Scopelopus là một chi bướm đêm thuộc họ Erebidae.